# 酒田市総合文化センター
酒田市総合文化センター（さかたしそうごうぶんかセンター）は、山形県酒田市にある複合公共施設。1982年4月開設。

## 施設概要
- 1F
  - 中央図書館
  - 児童図書室
  - ホール(425室)
  - モール
- 2F
  - 理科教育センター
  - 教育研究所
  - 教育相談室
- 3F
  - 中央公民館
    - 会議室
    - 体育室
- 4F
  - 中央公民館
    - 研修室

## 所在地・交通
〒998-0034 山形県酒田市中央西町2-59
- 無料駐車場あり